# Thomas Kellner
 (mars 2016).
Pour les articles homonymes, voir Kellner.
Thomas Kellner, né le 28 mai 1966 à Bonn, est un photographe, conférencier et commissaire d’exposition allemand. Il est surtout connu pour ses photographies grand format de monuments architecturaux célèbres. Grâce à leurs nombreuses images individuelles et une perspective d'appareil photo décalée, elles ressemblent à des "mosaïques de photos". 

## Biographie
De 1989 à 1996, Kellner a étudié les beaux-arts et les sciences sociales à l'université de Siegen dans le but d’enseigner. À l'époque, une véritable "école de photographie à sténopé" se développait sous la direction du professeur Jürgen König dans le département des beaux-arts de l'université de Siegen. C'est donc de très près que Kellner s’est intéressé aux possibilités et aux limites de cette technique. En même temps, il a expérimenté d'autres techniques photographiques telles que les tirages sur papier salé et la cyanotypie. Il a également travaillé avec différents procédés d'impression nobles tels que l'impression à la gélatine argentique et à la gomme. En 1996, Kellner a reçu le Kodak Nachwuchs Förderpreis. En 2003 et 2004, il a été professeur invité pour le thème de la photographie artistique à l'université Justus Liebig de Giessen. En 2012, il a donné des cours de photographie à l'université de Paderborn.
En 2004, il lance le projet Photographers:Network dans sa ville natale. C’est une exposition annuelle dont il est le commissaire, avec des thèmes changeants et des artistes internationaux. En 2013, la dixième exposition dans son atelier à Siegen signait la dernière exposition du réseau. Pour l'exposition, il avait sélectionné des œuvres de 18 artistes originaires de sept pays et de trois continents. À partir de 2005, l'artiste s'est rendu plusieurs fois au Brésil pour y prendre des photos de grands monuments architecturaux à Brasilia. En 2010, les photos ont été présentées à Brasilia à l'occasion des 50 ans de Brasilia. En 2006, Thomas Kellner a beaucoup voyagé aux États-Unis, en Amérique latine, en Syrie et en Chine, où il a photographié des monuments architecturaux célèbres tels que le Golden Gate Bridge, l'Athénée de Boston et la Grande Muraille de Chine en utilisant sa technique spéciale.
En 2010, il conçoit un projet photographique avec des élèves de la Gesamtschule Gießen-Ost, qui portait sur le bunker de télécommunications de Gießen. Le projet a été soutenu financièrement par la ville de Gießen dans le cadre du concours de La ville des jeunes chercheurs. L'objectif de l'élaboration photographique et artistique du bunker par les élèves, était de prendre la méthodologie de Kellner, consistant à déstructurer les bâtiments et à les reconstruire dans ses photographies, « comme une procédure et de l’appliquer à la situation sur place ». Pour ce faire, les élèves ont collaboré au développement de catégories de travail avec et sur différentes zones du bâtiment et ont formulé différentes thématiques. Les élèves ont ensuite photographié les zones avec leur appareil photo. Les photos résultantes ont été rassemblés en collages et en présentations PowerPoint : « Grâce à la segmentation et à la recombinaison ultérieure des différentes perspectives, une image complète et nouvelle, mais aussi critique, de l'ancien complexe de bunkers, devenu le siège actuel du Musik- und Kunstverein, a émergé [...] Les élèves ont trouvé la confrontation esthétique avec le nazisme, dans un lieu témoin historico-culturel, obsédante et émouvante.»
En 2012, Thomas Kellner s'est rendu en Russie pour l’entreprise RWE afin de photographier l'architecture industrielle à Ekaterinbourg et à Perm (Genius Loci). Ces deux villes ont été fondées par le siegenois Georg Wilhelm Henning. Pierre le Grand avait invité Henning en comptant sur son expertise, afin de promouvoir l'économie de l'Oural et l'exploitation minière dans cette région au 18e siècle. Les usines qu'il a fondées traitaient l'acier et le métal. Parallèlement au photos prises sur place en Russie, Kellner a également photographié la région de Siegen pour mettre en exergue le lien des deux régions dans le traitement de l'acier et du métal.
Depuis 2004, Thomas Kellner est membre de la Société Allemande pour la Photographie. Il vit et travaille à Siegen.

## Technique Photographique
Thomas Kellner travaille avec un appareil reflex et utilise des bobines de film de 35 mm. Chaque image a une dimension de 24 × 36 millimètres. Chaque rouleau de film est composé de 36 images individuelles. Le film a des perforations en haut et en bas pour faciliter le transport, sur lesquelles sont notés à la fois le type de film utilisé et le numéro du plan respectif.
Après avoir développé le film, Kellner le coupe en bandes de longueur égale et les assemble en un grand négatif. La planche de contact est alors réalisée à partir de celui-ci, sur laquelle les méta-informations du film et le numéro respectif de la photo sont encore visibles.
En général, les photographes utilisent la planche de contact pour faire une sélection d’images individuelles qui sont ensuite agrandies. Elle n'est généralement jamais montrée dans les photographies finies. Le matériau qui donne l'information de l'image reste invisible. Kellner, en revanche, utilise les informations visibles sur le film également dans ses photographies finies. D'une part, ils séparent les images individuelles les unes des autres et donnent ainsi un rythme et une structure à l'objet photographié ; d'autre part, ils rendent le processus de travail de l'artiste compréhensible pour le spectateur une fois la photographie finie : « Contrairement à tous les autres genres, en peinture, sculpture, art graphique, etc., la matérialité est assez rarement traitée en photographie. Aujourd'hui, nous discutons toujours du ductus, du matériau choisi en lui-même, comme les pigments, la toile, la pierre, etc. Dans la photographie, qui est fortement médiatisée, tout le monde a toujours tendance à ne regarder que d’un point de vue de la Renaissance, ne voir que l'objet représenté, au maximum la composition ou l’auteur derrière l’image. Rarement le papier photographique choisi, sa surface, ses pigments ou son grain, ou à l’occurrence la signification des pixels, sont discutés. Cela aurait toutefois été nécessaire depuis longtemps, compte tenu de l'inclusion de la photographie dans l'art selon les critères contemporains. [...] Le matériau choisi, le canal du processus photographique devrait faire partie de la décision de l'auteur et être une partie intégrante du message de l'image ».
Lorsque Kellner entreprend un projet, il fait au préalable des croquis, divisant l'objet à photographier en sections carrées et notant les réglages de l'appareil photo pour chaque section. Lorsqu'il photographie réellement l'objet, plusieurs heures peuvent s'écouler entre la première et la dernière image d'un rouleau, car Kellner prend les photos une après l’autre en ordre chronologique.
Alors que par le passé, il ne travaillait qu'avec une seule bobine de film - la photo finie ne comportait à l’époque que 36 petites images individuelles - il utilise aujourd'hui jusqu'à 60 bobines de film. Pour sa photographie du Grand Canyon, il a ainsi créé 2160 images individuelles et donc aussi 2160 vues différentes de la merveille naturelle, qu'il a ensuite assemblées en une seule photographie d'une longueur de 5 mètres.

## Effet des Photographies
La première photographie que Kellner a créée en utilisant cette technique était une représentation de la Tour Eiffel (1997), qu'il a conçue comme un hommage à l'artiste cubiste Robert Delaunay. Delaunay était très fasciné par la plus haute construction du monde de l'époque et a consacré une grande partie de son travail à sa représentation. Kellner a repris la "multi-vue" des objets, typique chez les cubistes, et l'a développée pour en faire l'élément central de ses photographies. La perspective décalée des plans individuels - par rapport à la perspective centrale – crée, dans le montage du plan d'ensemble final, l'impression de mouvement des icônes architecturales normalement immobiles : “The viewer thinks that by dismantling a building into individual pieces of an image and by tilting the camera several times the most famous sites in the world – from the Eiffel Tower to the Brooklyn Bridge – begin to rock, to sway, even to dance. Architecture is turned upside down. " (en français : « L’observateur a l’impression qu'en décomposant les bâtiments en fragments d'image individuels et en inclinant la caméra plusieurs fois, les points de repère les plus célèbres du monde - de la Tour Eiffel au pont de Brooklyn - commencent à vaciller, à se balancer, voire à danser. L’équilibre de l’architecture est ébranlé. »).
Lorsque Kellner s'est rendu au Mexique en 2006 pour photographier d'importantes constructions, un critique a fait remarquer que ses photographies ressemblaient beaucoup à celles prises après le tremblement de terre de Mexico en 1985 : « Les œuvres de Kellner sont souvent interprétées comme la destruction de symboles de la culture humaine. De ce point de vue, ses œuvres photographiques semblent être une révélation visuelle de la vulnérabilité et de la fragilité de la culture, ou à l’occurrence de son effondrement ». Dans les œuvres de Kellner la danse et la destruction sont très proches.
En général, la perception des grands objets ne peut être saisie par l'Homme d'un seul regard. Ce n'est que par l'errance de l'œil et la synthèse d'une "vue d'ensemble" à partir de nombreuses impressions différentes que l'objet représenté devient clair : « Notre cerveau complète les informations sensorielles entrantes en un tout unifié et attribue un sens à cette perception ».
Non seulement Kellner montre précisément cet assemblage d'images individuelles en une perception de la forme dans ses œuvres, mais le spectateur lui-même recrée cette expérience en regardant une photographie de Kellner. Ses yeux, eux aussi, oscillent constamment entre la perception des images individuelles et l'image globale. Les photographies de Kellner peuvent donc être perçues comme une sorte de dispositif expérimental pour une expérience immédiate de ce qui se passe lorsque nous voyons de grands objets : « Ce n'est pas une coïncidence si les œuvres de Kellner sont censées ressembler à des puzzles assemblés. Ils encouragent le spectateur pensif à démêler la signification de ces repères architecturaux, tant visuellement qu'intellectuellement. Nous décodons les scènes à partir des fragments qu'il assemble, des attentes automatiques que notre cerveau nous prescrit, et des souvenirs plus ou moins vagues que nous avons de ces bâtiments ».

## Publications
- Thomas Kellner (ed.): All shook up. Thomas Kellner's America. Seltmann und Söhne, Lüdenscheit; Berlin 2019,  (ISBN 978-3-946688-70-9) (anglais).
- Thomas Kellner (ed.): Genius Loci: Zwei Siegerländer im Zarenland. Seltmann und Söhne, Lüdenscheit; Berlin 2014,  (ISBN 978-3-944721-02-6).
- Thomas Kellner (ed.): Kontakt. Seltmann und Söhne, Lüdenscheid; Berlin 2014,  (ISBN 978-3-944721-28-6).
- Thomas kellner (ed.): Houston we've had a problem! Seltmann und Söhne, Lüdenscheit; Berlin 2013,  (ISBN 978-3-942831-77-2).

## Expositions
Thomas Kellner montre son travail lors d’expositions individuelles à Arhus, Brasília, Boston, Chicago, Cologne, Giessen, Hambourg, Londres, Los Angeles, Munich, New York, Portland[Lequel ?], Siegen, Stuttgart etc.

### Expositions individuelles
- 2002: Griffin Museum of Photography[23], Winchester, USA
- 2003: Monuments[24], Rosenberg & Kaufmann Fine Art, New York, USA
- 2006: Tango Metropolis[25], Cohen Amador Gallery, New York, USA
- 2006: Tango Metropolis[26], Stephen Cohen Gallery, Los Angeles, USA
- 2008: Thomas Kellner: Architectural Photos[27], Schneider Gallery, Chicago, US
- 2010: Brasilia: 50 Jahre moderne Utopie (Brasília: 50 anos de uma utopia moderna)[9], Espaço Cultural Contemporâneo – ECCO, Brasilia, Brasilien
- 2012: Small wonders[28], Photography Museum of Lishui, Lishui, Volksrepublik China
- 2013: Genius Loci[29], Museum of Photography Metenkov House, Jekaterinburg, Russland
- 2017: Fractured Architecture[30], The Fox Talbot Museum, Lacock Abbey, England
- 2017: Black and White[31], Reykjavik Museum of Photography, Reykjavík, Island
- 2018: Tango Metropolis[32], Conny Dietzschold Gallery, Sydney, Australien
- 2019: All shook up: Thomas Kellner's America[33], American Museum in Britain, Claverton Manor, Bath, England
- 2019: Black and White[34], Centro Andaluz de la Fotografía, Almería, Espagne

### Expositions en groupes
- 2002: Vues d’architecture[35], Musée de Grenoble, Frankreich
- 2004: Ars & Archittetura 1900–2000[36], Palazzo Ducale, Genua, Italien
- 2004: Pieced Together: Photomontages from the Collection[37], Art Institute of Chicago, USA
- 2005: New to View: Recent Acquisitions in Photography[38], Worcester Art Museum, Worcester, USA
- 2008: A mind at play[39], Art Institute of Chicago, USA
- 2010: Madrid Oh Cielos![40], Círculo de Bellas Artes, Madrid, Spanien
- 2011: Fotografias – Coleção Joaquim Paiva[41], Museu de Arte Moderna do Rio de Janeiro, Brasilien
- 2013: After Photoshop: Manipulated Photography in the Digital Age[42], Museum of Fine Arts, Houston, USA
- 2015: Gifts from Nancy and Tom O’Neil[43], Baltimore Museum of Art, Baltimore, USA
- 2016: Die Grosse[44], Museum Kunstpalast, Düsseldorf, Deutschland
- 2018: Landschaft, die sich erinnert[45], Museum für Gegenwartskunst, Siegen, Deutschland
- 2018: Analog Schwarzweiss: Fotografie in Westdeutschland 1945 bis 2000 aus der Sammlung Schupmann[46], Kunsthalle Erfurt, Erfurt, Deutschland

## Collections
- George Eastman House. Musée de Film et de photographie[47], Rochester, USA
- Museum of Fine Arts, Houston[48], Houston, USA
- Sammlung Schupmann. Fotografie in Deutschland nach 1945[49], Bad Hersfeld, Deutschland
- The Art Institute of Chicago: Collection of Photography[50], Chicago, USA
- Worcester Art Museum[51], Worcester, Massachusetts, USA
- Fox Talbot Museum, Lacock Abbey[52], England
- Library of Congress[53], Washington, USA